# Євроконтроль
Євроконтроль (Європейська організація з безпеки аеронавігації) — заснована в 1960 році міжнародна організація, що працює у сфері організації повітряного руху у європейському регіоні. Євроконтроль є цивільною організацією, і в даний час налічує 40 держав-членів.
Штаб-квартира знаходиться в Брюсселі, Бельгія.
Євроконтроль координує і планує управління повітряним рухом для всієї Європи. Це включає в себе роботу з національною владою, постачальниками аеронавігаційного обладнання, цивільними і військовими користувачами повітряного простору, аеропортами та іншими організаціями. Його діяльність включає в себе стратегічне і тактичне управління потоками, підготовку диспетчерів, регіональний контроль повітряного простору, а також збір аеронавігаційних податків.

## Функції
Євроконтроль координує діяльність наступних установ:
- Організація потоків повітряного руху — координує плани польотів та потоки повітряного руху;
- Європейська база даних АІС — централізує доступ до бази даних;
- Центр координування маршрутів;
- Експериментальний центр Євроконтролю [Архівовано 21 вересня 2013 у Wayback Machine.];
- Європейський центр з обслуговування повітряного руху;
- Інститут навігаційного обслуговування [Архівовано 19 жовтня 2011 у Wayback Machine.];
- Проектний центр [Архівовано 13 вересня 2008 у Wayback Machine.];
- Центр контролю за безпекою;
- Маастрихтський центр контролю польотами;

## Маастрихтський центр контролю за польотами

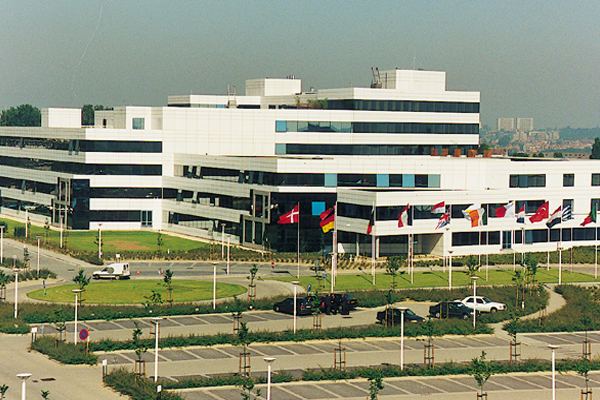
Штаб-квартира Євроконтролю в Брюсселі

Центр контролю за польотами знаходиться в аеропорту Брюсселі, і керує повітряним рухом на висоті більше 24500 футів над Бельгією, Люксембургом, Нідерландами і північним заходом Німеччини. Він почав свою діяльність в 197.
Цей центр є найбільш завантаженим центром керування авіацією в Європі.
Як правило Маастрихтський центр контролю за польотами може обробляти 55 або більше рейсів на годину. Середня тривалість польоту становить приблизно 18 хвилин. Кінцевими точками 60% польотів, які контролює цей центр, починаються або закінчуються у Лондоні, Парижі, Франкфурті, Амстердамі і Берліні.
Маастрихтський центр контролю за польотами — один з найбільших центрів контролю за польотами в світі. Транспортний потік складає понад 5500 літаків на добу. Крім того, Центр контролює військовий повітряний простір Німеччини.

## Члени Євроконтролю

Членство країн Європи в міжнародних авіаційних організаціях.
Конференція Європейської цивільної авіації, Євроконтроль, Єдиний європейський повітряний простір, Євросоюз
Конференція Європейської цивільної авіації, Євроконтроль, Єдиний європейський повітряний простір
Конференція Європейської цивільної авіації, Євроконтроль
Конференція Європейської цивільної авіації, Єдиний європейський повітряний простір, Євросоюз
Конференція Європейської цивільної авіації, Єдиний європейський повітряний простір
Конференція Європейської цивільної авіації

Члени Євроконтролю та конференції Європейської цивільної авіації:
| Член                                                         | Приєднання | Примітка                       |
| ------------------------------------------------------------ | ---------- | ------------------------------ |
| Австрія                                                      | 1993 рік   | Держава Європейського Союзу    |
| Бельгія                                                      | 1960 рік   | Держава Європейського Союзу    |
| Болгарія                                                     | 1997       | Держава Європейського Союзу    |
| Хорватія                                                     | 1997 рік   | Держава Європейського Союзу    |
| Кіпр                                                         | 1991 рік   | Держава Європейського Союзу    |
| Чехія                                                        | 1996 рік   | Держава Європейського Союзу    |
| Данія                                                        | 1994 рік   | Держава Європейського Союзу    |
| Фінляндія                                                    | 2001 рік   | Держава Європейського Союзу    |
| Франція                                                      | 1960 рік   | Держава Європейського Союзу    |
| Німеччина                                                    | 1960 рік   | Держава Європейського Союзу    |
| Греція                                                       | 1988 рік   | Держава Європейського Союзу    |
| Угорщина                                                     | 1992 рік   | Держава Європейського Союзу    |
| Ірландія                                                     | 1965 рік   | Держава Європейського Союзу    |
| Італія                                                       | 1996 рік   | Держава Європейського Союзу    |
| Латвія                                                       | 2011 рік   | Держава Європейського Союзу    |
| Литва                                                        | 2006 рік   | Держава Європейського Союзу    |
| Люксембург                                                   | 1960 рік   | Держава Європейського Союзу    |
| Мальта                                                       | 1989 рік   | Держава Європейського Союзу    |
| Нідерланди                                                   | 1960 рік   | Держава Європейського Союзу    |
| Польща                                                       | 2004 рік   | Держава Європейського Союзу    |
| Португалія                                                   | 1986 рік   | Держава Європейського Союзу    |
| Румунія                                                      | 1996 рік   | Держава Європейського Союзу    |
| Словаччина                                                   | 1997 рік   | Держава Європейського Союзу    |
| Словенія                                                     | 1995 рік   | Держава Європейського Союзу    |
| Іспанія                                                      | 1997 рік   | Держава Європейського Союзу    |
| Швеція                                                       | 1995 рік   | Держава Європейського Союзу    |
| Європейський союз                                            | 2002 рік   | Паралельно з державами-членами |
| Об'єднане Королівство Великої Британії та Північної Ірландії | 1960 рік   |                                |
| Албанія                                                      | 2002 рік   |                                |
| Вірменія                                                     | 2006 рік   |                                |
| Боснія і Герцеговина                                         | 2004 рік   |                                |
| Македонія                                                    | 1998 рік   |                                |
| Молдова                                                      | 2000 рік   |                                |
| Монако                                                       | 1997 рік   |                                |
| Чорногорія                                                   | 2007 рік   |                                |
| Норвегія                                                     | 1994 рік   |                                |
| Сербія                                                       | 2005 рік   |                                |
| Швейцарія                                                    | 1992 рік   |                                |
| Туреччина                                                    | 1989 рік   |                                |
| Україна                                                      | 2004 рік   |                                |
| Грузія                                                       | 2013       |                                |
| Естонія                                                      | (2015 рік) | Заплановано                    |